# Neuvic, Corrèze
Neuvic är en kommun i departementet Corrèze i regionen Nouvelle-Aquitaine i de centrala delarna av Frankrike. Kommunen ligger  i kantonen Neuvic som tillhör arrondissementet Ussel. År 2022 hade Neuvic 1 597 invånare.

## Befolkningsutveckling
Antalet invånare i kommunen Neuvic
Referens:INSEE